# Monki

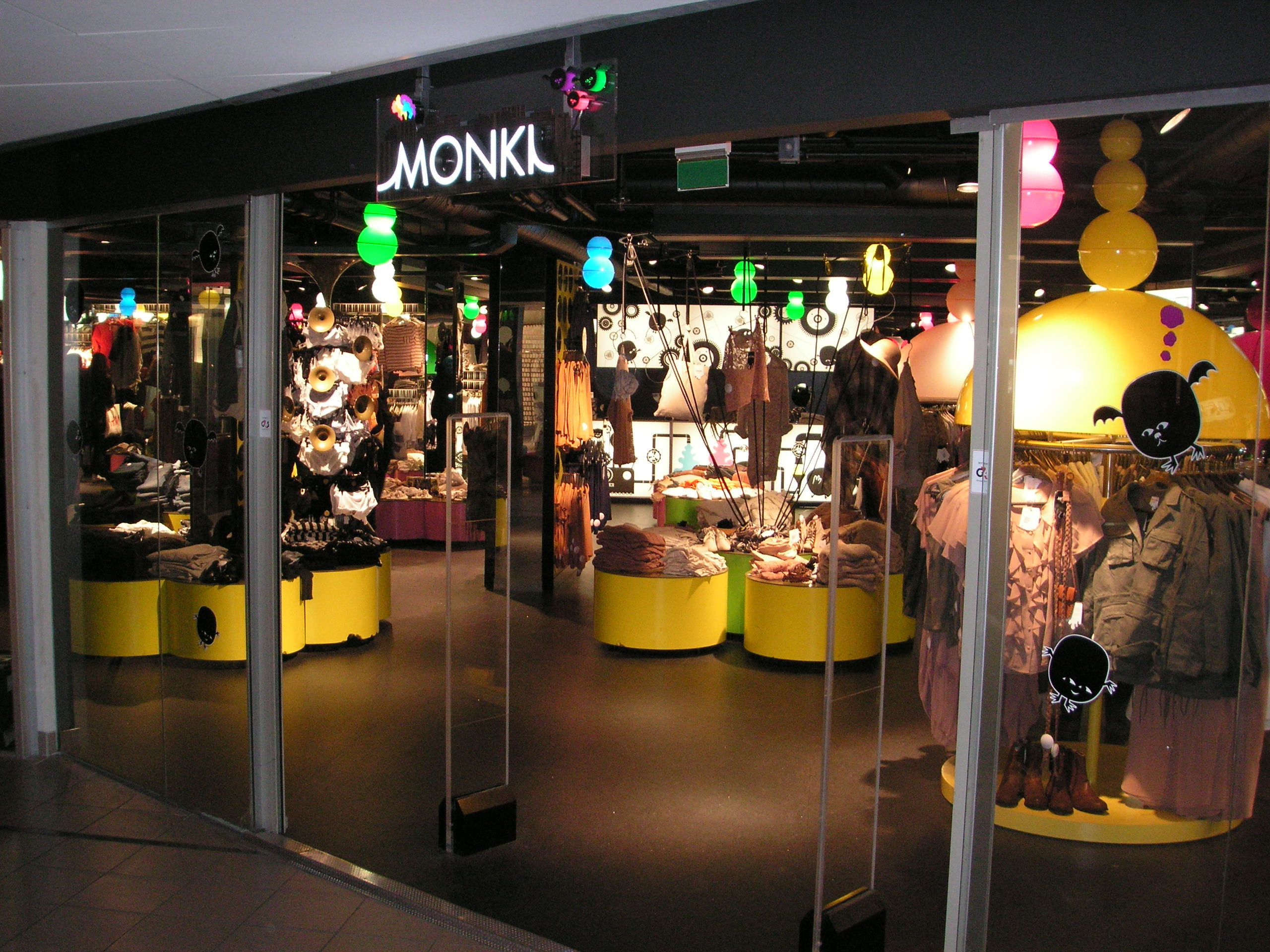
Monki i Umeå.

Monki är en svensk modebutikskedja som säljer kläder och accessoarer, grundad 2006. Monki är systerföretag till Weekday och Cheap Monday. De tre varumärkena ägdes till en början av Fabric Scandinavien, men blev delvis uppköpt av Hennes & Mauritz år 2008, för att sedan bli helägt i december 2010. 2006 öppnades första butiken i Göteborg. Monki har sedan dess expanderat i övriga landet samt i Danmark, Norge, Finland, Nederländerna, Tyskland, Storbritannien, Frankrike, Ryssland, Malaysia, Hongkong, Japan och Kina. I Finland öppnades den första butiken den 19 maj 2010 i Helsingfors. I september 2010 öppnades första butiken utanför Europa, i Hongkong i Kina.